# Miután összecsaptunk (film)
A Miután összecsaptunk (eredeti cím: After We Collided) 2020-ban bemutatott amerikai romantikus-filmdráma, melyet Roger Kumble rendezett, valamint Anna Todd és Mario Celaya írt. A film Todd 2014-es azonos című, új felnőtt fiktív regénye alapján készült, a 2019-es Miután című sikerfilm folytatása. A főszereplők Josephine Langford és Hero Fiennes Tiffin, mint Tessa Young, illetve Hardin Scott. További szereplők Dylan Sprouse, Shane Paul McGhie, Candice King, Khadijha Red Thunder, Inanna Sarkis, Samuel Larsen és Selma Blair.
2020. szeptember 2-án debütált be egyes kiválasztott európai országokban, majd az Open Road Films 2020. október 23-án mutatta be az Amerikai Egyesült Államok mozijaiban és Video on Demand szolgáltatáson keresztül. Magyarországon 2020. szeptember 3-án mutatta be szinkronizálva a Prorom Entertainment Kft. Az előző részhez hasonlóan lehúzták a kritikusok, viszont bevételi szempontból jól teljesített.
Még két folytatást terveznek készíteni.

## Cselekmény
Egy hónappal a Tessa Younggal való szakítása után Hardin Scott találkozik egy ismeretlen férfival, akit elutasít, amikor megpróbál beszélni vele. Eközben Tessa a Vance Kiadónál töltött első gyakornoki napján kínos találkozásba keveredik új munkatársával, Trevor Matthews-szal. Kimberly elviszi őt az irodájába, ahol végül egész éjjel dolgozik. Másnap reggel Christian Vance, akit lenyűgöz Tessa munkája, elviszi őt egy seattle-i konferenciára Kimberlyvel és Trevorral. Miután tetováltat, Hardin visszatér a diákszövetség épületébe, ahol találkozik barátaival, de hamar távozik, mert Molly megpróbálja elcsábítani, hogy felejtse el Tessát.
Tessa Trevorral és Kimberlyvel elmegy egy szórakozóhelyre, hogy megünnepeljék Vance bővülését. Sok sráccal táncol, és végül az egyikükkel csókolózik. Részegen felhívja Hardint, aki odaérve a félig felöltözött Trevort látja, mert Tessa megpróbálta letisztítani az öltönyét, amire véletlenül ráöntötte a bort. Trevor elmegy, Tessa pedig összeveszik Hardinnal, mielőtt szexelnének. Másnap reggel Tessa és Hardin összevesznek az előző éjszaka miatt, ami oda vezet, hogy a lány elmondja neki, hiba volt, és hogy egy helyes fiúval csókolózott a klubban. Hardin azzal vág vissza hazugságképp, hogy Mollyval szexelt. Trevor átadja Tessának a költségelemzést és a letárgyalt feltételeket egy használt autóra vonatkozóan, amelyhez a cég által fizetett biztosítás jár, mire a lány örömében megcsókolja a férfit. Visszatér a lakásba, ahol korábban Hardinnal éltek, hogy elhozza a maradék holmiját, és meglát egy Kindle-t, amit Hardintól kapott a születésnapjára. Míg ő odabent van, Hardin édesanyja, Trish megérkezik vele, és a pár kénytelen úgy tenni, mintha még mindig együtt lennének, mivel Hardin nem tájékoztatta az anyját a szakításukról. Hardin pánikba esik, amikor az anyja majdnem rájön, ezért tovább folytatja a színjátékot, és Tessával smárol előtte. Másnap Tessa elmegy, hogy találkozzon az anyjával, Carollal és a volt barátjával, Noah-val. Tessa megérkezik anyja háza elé, ahol Noah-tól megtudja, hogy az apja meglátogatta őt, de Carol elküldte. A beszélgetés tovább folytatódik, amikor Carol elmondja, hogy Tessa még mindig nem tette túl magát a Hardin miatt összetört szívén, és emlékezteti, hogy Hardin nem jó neki, és a végén ugyanúgy meg fogja bántani, mint ahogy az apja bántotta őt. Ezen feldühödve Tessa leteszi a telefont, otthagyja Noah-t Carol házánál, és újra találkozik Hardinnal.
Hardin és Tessa együtt töltik a napot, és kétszer is szexelnek, de Kimberly megzavarja őket, amikor azt kérdezi, hogy a pár vigyázhatna-e Vance fiára, Smith-re. Ezután Hardin egy bűbájos karkötőt ad a lánynak, és a pár Tessa irodájában szex közben szerelmet vallanak egymásnak. Karácsony napján Hardin, Tessa és Trish, Ken és Karen házába mennek ünnepelni. Hardin Ken új családja miatt féltékenykedik,  ami miatt leissza magát, és megüti a férfit, miután az anyja bántalmazása miatt vitatkoznak. Trish szidalmazza Hardint, és elindul a repülőtérre. Amikor Tessa elmegy, Hardin részegen dührohamot kap, majd elájul. Tessa bevallja az esetet Trevornak, aki figyelmezteti, hogy a Hardinnal való kapcsolata nem fog jól végződni.
Szilveszterkor Tessa csatlakozik Hardinhoz egy buliban. Hardin megszólítja Jamie-t, akire korábban fogadást kötött, hogy bocsánatot kérjen tőle. Tessa és Molly fizikai verekedésbe keveredik, amit Hardin szakít félbe. Tessát a régi szobájába viszi, ahol lefekszenek egymással. Tessa tudta nélkül Hardin elolvas egy SMS-t a telefonján Vance-től arról, hogy Tessa Seattle-be költözik a kiadóval. Hardin dühösen elhagyja a szobát, és összefut Jamie-vel, aki arra kéri, hogy a beszélgetésük maradjon kettőjük között. Tessa ezt úgy értelmezi félre, hogy Hardin megcsalja őt, és a férfi magyarázkodási kísérletei ellenére impulzívan megcsókol egy idegent előtte. A két fél összeverekedik, aminek eredményeképpen Tessa sírva vallja be, hogy a félreértés miatt nem tud megbízni benne, Hardin pedig azt válaszolja neki, hogy úgy viselkedik, mintha ártatlan lenne, majd elviharzik, Hardin pedig többször is figyelmen kívül hagyja őt; amikor másnap felhívja, vezetés közben elterelődik a figyelme, aminek következtében autóbaleset történik. Miután Landon leszidja, Hardin felhívja Tessát, hogy jóvátegye, de Trevor veszi fel a telefont, és közli Hardinnal, hogy tartsa magát távol tőle. Hogy féltékennyé tegye Hardint, Trevor elmondja neki, hogy amikor Tessa egy időre magához tért, spontán megcsókolta őt. Hardin levelet ír Tessának, amelyben elmagyarázza Jamie-vel való múltját, és véget vet a kapcsolatuknak. Trish meggyőzi az ellenkezőjéről, és elmegy Vance búcsúztató partijára.
Vance tósztot mond kollégáinak, és megkéri Kimberly kezét, amit a lány elfogad. Trevor elárulja Tessának, hogy megmondta Hardinnak, hogy tartsa magát távol tőle. Hardin megjelenik a partin, ami felbosszantja Tessát. Hardin követi őt kifelé, és összevesznek, majd egy telefonfülkében szexelnek. Hardin új tetoválást készíttet, megígérve magának és Tessának, hogy soha nem hagyja el őt. Miközben elmennek, az ismeretlen férfi, akivel Hardin korábban találkozott, kiderül, hogy ő Tessa apja.
A stáblista utáni jelenetben Trevor a tükörben gyakorol, hogy randira hívja Tessát.

## Szereplők
| Szerep          | Színész              | Magyar hang        |
| --------------- | -------------------- | ------------------ |
| Tessa Young     | Josephine Langford   | Czető Zsanett      |
| Hardin Scott    | Hero Fiennes Tiffin  | Jéger Zsombor      |
| Trevor Matthews | Dylan Sprouse        | Baráth István      |
| Trish Daniels   | Louise Lombard       | Pápai Erika        |
| Landon Gibson   | Shane Paul McGhie    | Czető Roland       |
| Kimberly        | Candice King         | Martinovics Dorina |
| Christian Vance | Charlie Weber        | Simon Kornél       |
| Smith Vance     | Max Ragone           | Gáll Dávid         |
| Steph Jones     | Khadijha Red Thunder | Tamási Nikolett    |
| Molly Samuels   | Inanna Sarkis        | Mikecz Estilla     |
| Tristan         | Pia Mia              | Mentes Júlia       |
| Zed Evans       | Samuel Larsen        | Gacsal Ádám        |
| Noah Porter     | Dylan Arnold         | Rada Bálint        |
| Karen Scott     | Karimah Westbrook    | Kisfalvi Krisztina |
| Ken Scott       | Rob Estes            | Csankó Zoltán      |
| Carol Young     | Selma Blair          | Zakariás Éva       |

## Folytatás
2020 szeptemberében bejelentették, hogy két folytatás fog készülni, Miután elbuktunk és Miután boldogok leszünk címmel, mindkét filmet Castille Landon fogja rendezni.